# لولکان
لولکان، روستایی از توابع بخش مرکزی شهرستان اشنویه در استان آذربایجان غربی ایران است.

## جمعیت
این روستا در دهستان دشت بیل قرار دارد و براساس سرشماری مرکز آمار ایران در سال1400، جمعیت آن 1200 نفر (210 خانوار) بوده‌است.
و مردمانش به کشاورزی دامداری و بخش وسیعی به زنبور داری شاغل اند که بطور میانگین سالانه حدود 200تن عسل تولید وبه عرضه می رسانند
و جمعیت قابل چشمگیری از آنان صوفی های اهل طریقت از صوفیان شیخ الرشید لولانی می باشند